# برمپتون، نورفک
برمپتون (به انگلیسی: Brampton) یک روستا و محله مدنی در بریتانیا است که در Broadland واقع شده‌است. برمپتون ۴٫۷۸ کیلومتر مربع مساحت و ۱۶۲ نفر جمعیت دارد.